# Jatigreges
Jatigreges is een bestuurslaag in het regentschap Nganjuk van de provincie Oost-Java, Indonesië. Jatigreges telt 3184 inwoners (volkstelling 2010).